# Parapercis hexophtalma
Parapercis hexophtalma és una espècie de peix de la família dels pingüipèdids i de l'ordre dels perciformes. Imamura i Yoshino suggereixen l'existència de tres espècies diferents englobades sota el nom de P. hexophtalma, mentre que Randall les considera com a subespècies a l'espera de les anàlisis genètiques pertinents.
El seu nom específic, hexophtalma, prové del grec hex (sis) i ophtalmos (ull) i fa referència als sis ocels negres envoltats de groc que els mascles tenen als flancs (tres a cada costat).

## Morfologia

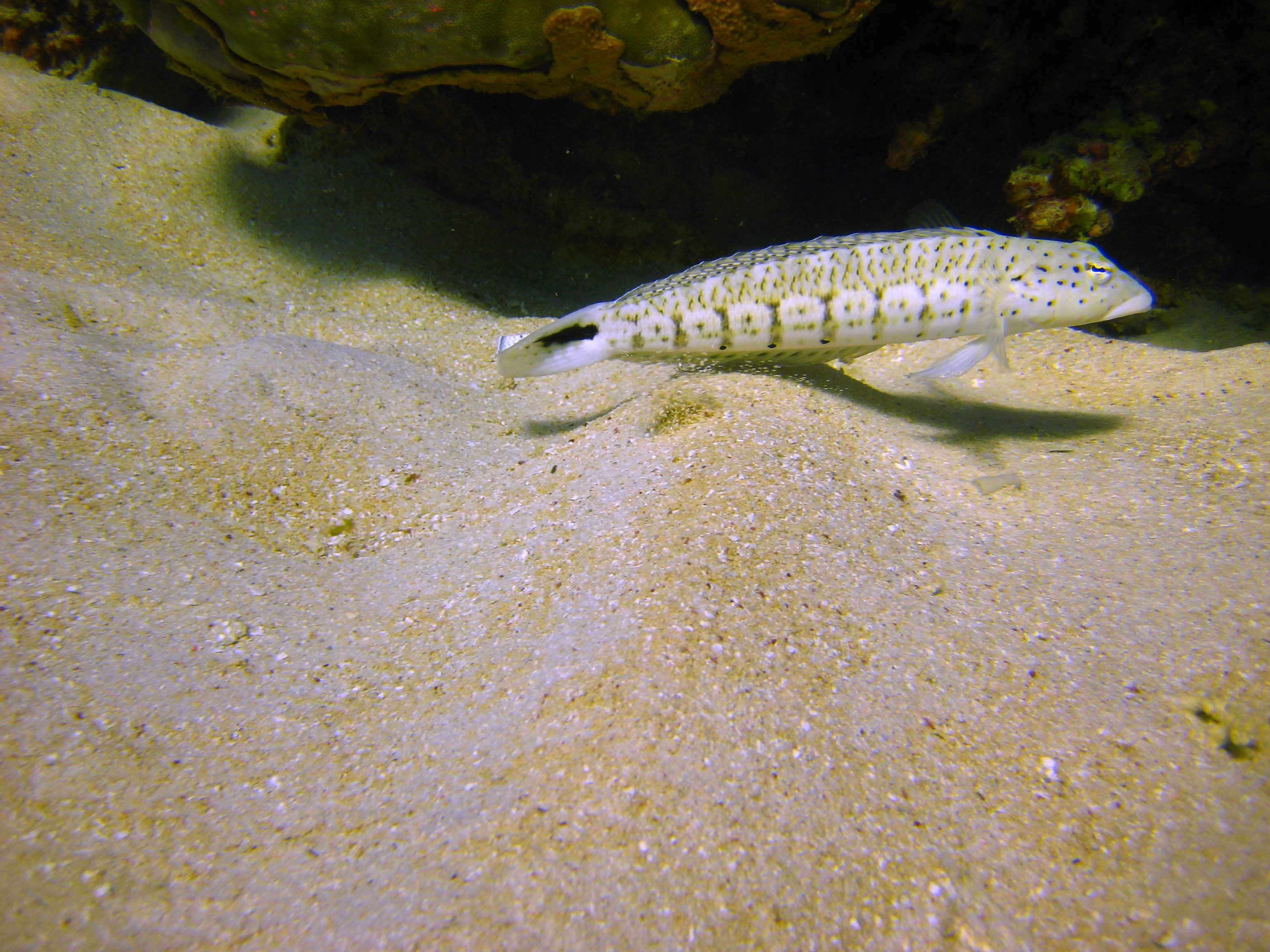
Exemplar de la Gran Barrera de Corall (Austràlia)

Fa 29 cm de llargària màxima (tot i que la seua mida normal és de 18) i presenta el cos i el cap puntejats, una gran taca de color negre a la cua, el terç superior del cos de verdós a gris marronós (esquitxat de marró fosc) i els dos terços inferiors de color blanc amb 3-4 fileres longitudinals de puntets marrons foscos (de vegades, unides per estretes bandes fosques tret de la fila inferior). 5 espines i 21-22 radis tous a l'aleta dorsal i 1 espina i 17-18 radis tous a l'anal. Les aletes pectorals (amb les quals, sovint, es recolza damunt del substrat) tenen un únic radi espinós i 5 radis tous. Absència d'aleta adiposa. La darrera membrana de l'àrea espinosa de l'aleta dorsal es troba connectada al primer radi de la susdita aleta (gairebé a l'altura de la cinquena espina dorsal). Boca terminal. 58-61 escates a la línia lateral.

## Ecologia
És un peix marí, associat als esculls de corall (entre 2 i 22 m de fondària) i de clima tropical (30°N-30°S), el qual viu a la conca Indo-Pacífica: els fons sorrencs de les llacunes de poca fondària i els esculls protegits de mar endins de les illes Andaman, l'arxipèlag de les Txagos, la Xina continental (incloent-hi Hong Kong), les illes Cocos, les illes Cook, Egipte, Fiji, l'Índia, Indonèsia, Israel, el Japó (incloent-hi les illes Ryukyu), Jordània, l'illa de Lord Howe, les illes Maldives, les illes Marshall, Moçambic, Nova Caledònia, Oman, Papua Nova Guinea, les illes Filipines, l'illa de la Reunió, Samoa, Somàlia, Sud-àfrica, Sudan, Taiwan, Tanzània, Tailàndia, Tonga, el Vietnam, el Iemen i el mar Roig.
És hermafrodita proterogínic (abans femella i després mascle) i la inversió sexual té lloc quan arriba als 17-20 cm de llargària. És llavors quan el mascle s'estableix en un territori, es fa amb un harem de femelles i defensa tots dos contra altres mascles competidors. La fresa té lloc durant tot l'any (durant el crepuscle), els ous són planctònics i la fase larval dura entre 1 i 2 mesos.
Menja organismes bentònics (petits crustacis decàpodes i peixets) i el seu nivell tròfic és de 3,54.
És inofensiu per als humans i es pot trobar en el mercat internacional de peixos ornamentals.